# 24-Stunden-Rennen von Spa-Francorchamps 2021

Streckenlayout des Circuit de Spa-Francorchamps 2021

Siegerwagenmodell Ferrari 488 GT3 Evo

Das 73. 24-Stunden-Rennen von Spa-Francorchamps, auch TotalEnergies 24 Hours of Spa, fand vom 31. Juli bis 1. August 2021 auf dem Circuit de Spa-Francorchamps statt und war der dritte Wertungslauf der GT World Challenge Europe dieses Jahres.

## Das Rennen
Ein schwerer Unfall in der Anfangsphase überschattete das Rennen und löste am Tag danach eine Debatte über das Verhalten einiger Fahrer aus. Erst 22 Minuten der 24-Stunden-Distanz waren zurückgelegt, als Jack Aitken im Lamborghini Huracán GT3 Evo in der Bergaufpassage der Eau Rouge rechts in den streckenbegrenzenden Reifenstapel einschlug. Der Wagen schleuderte zurück auf die Strecke und wurde vom nachkommenden Lamborghini des Teamkollegen Franck Perera erfasst. Auf der Kuppe der Eau Rouge war der Unfall weithin sichtbar, trotzdem fuhren weitere Piloten mit unvermindertem Tempo mitten hinein ist das Unfallgeschehen. Dabei verunglückten Davide Rigon im Ferrari 488 GT3 Evo 2020 und Kévin Estre im Porsche 911 GT3 R schwer. Aitken und Rigon verbrachten eine Nacht im Krankenhaus, blieben aber genauso unverletzt wie die anderen Unfallbeteiligten. Die von einigen Fahrern, Funktionären und Journalisten als rücksichtslos empfundene Fahrweise, brachte vor allem Estre in die Kritik.
Das Rennen endete mit dem Gesamtsieg von Côme Ledogar, Nicklas Nielsen und Alessandro Pier Guidi im Iron Lynx-Ferrari 488 GT3 Evo 2020. Es war der erste Ferrari-Sieg in Spa seit 2004, als Luca Cappellari, Fabrizio Gollin, Lilian Bryner und Enzo Calderari im BMS Scuderia Italia-Ferrari 550 GTS Maranello gewannen. Eine Stunde vor Rennende hatte sich der Kreis der Sieganwärter auf den Ferrari und den von 55. Startplatz aus ins Rennen gegangenen WRT-Audi R8 LMS Evo von Dries Vanthoor, Kelvin van der Linde und Charles Weerts reduziert. Der Ferrari hatte seinen letzten regulären Boxenstopp schon hinter sich und lag komfortabel vor dem Audi an der Spitze, als 50 Minuten vor Schluss Regen einsetzte. Während die WRT-Mannschaft beim regulären Stopp Regenreifen aufziehen konnte, musste Pier Guidi noch einmal die Boxengasse anfahren um von Trocken- auf Regenreifen zu wechseln. Sein Renningenieur ließ ihn in der Hoffnung auf eine Full-Course-Yellow-Phase eine Runde im strömenden Rennen weiterfahren und holte ihn danach an die Boxen. Die erhoffte FCY-Phase trat erst nach dem Stopp des Ferrari ein und wurde von der Rennleitung bald danach durch das Safety-Car ersetzt. 26 Minuten vor dem Ende gab die Rennleitung das Rennen wieder frei und Pier Guidi überholte Dries Vanthoor im Audi außen in der Raidillon-Kurve. Im Ziel hatte er einen Vorsprung von 3,978 Sekunden auf den Konkurrenten.

## Ergebnisse

### Schlussklassement
| 1           | Pro    | 51  | Iron Lynx                                | Côme Ledogar Nicklas Nielsen Alessandro Pier Guidi                            | Ferrari 488 GT3 Evo 2020     | 556 |
| 2           | Pro    | 32  | Audi Sport Team WRT                      | Dries Vanthoor Kelvin van der Linde Charles Weerts                            | Audi R8 LMS Evo              | 556 |
| 3           | Pro    | 95  | Garage 59 AMR                            | Ross Gunn Marco Sørensen Nicki Thiim                                          | Aston Martin Vantage AMR GT3 | 556 |
| 4           | Pro    | 37  | Audi Sport Team WRT                      | Robin Frijns Dennis Lind Nico Müller                                          | Audi R8 LMS Evo              | 554 |
| 5           | Pro    | 47  | KCMG                                     | Maxime Martin Nick Tandy Laurens Vanthoor                                     | Porsche 911 GT3 R            | 554 |
| 6           | Pro    | 25  | Audi Sport Team Saintéloc                | Christopher Haase Patric Niederhauser Markus Winkelhock                       | Audi R8 LMS Evo              | 554 |
| 7           | Pro    | 38  | Jota Sport                               | Ben Barnicoat Rob Bell Oliver Wilkinson                                       | McLaren 720S GT3             | 554 |
| 8           | Pro    | 63  | Orange 1 FFF Racing Team                 | Mirko Bortolotti Andrea Caldarelli Marco Mapelli                              | Lamborghini Huracán GT3 Evo  | 554 |
| 9           | Pro    | 66  | Audi Sport Team Attempto                 | Mattia Drudi Christopher Mies Kim Luis Schramm                                | Audi R8 LMS Evo              | 554 |
| 10          | Pro    | 89  | AKKA ASP Team                            | Lucas Auer Timur Boguslavskiy Felipe Fraga                                    | Mercedes-AMG GT3 Evo         | 552 |
| 11          | Silver | 90  | MadPanda Motorsport                      | Rik Breukers Patrick Kujala Ezequiel Pérez Companc Ricardo Sánchez            | Mercedes-AMG GT3 Evo         | 551 |
| 12          | Pro    | 18  | KCMG                                     | Josh Burdon Alexandre Imperatori Edoardo Liberati                             | Porsche 911 GT3 R            | 550 |
| 13          | Silver | 7   | Toksport WRT                             | Marvin Dienst Axcil Jefferies Paul Petit Óscar Tunjo                          | Mercedes-AMG GT3 Evo         | 550 |
| 14          | Silver | 159 | Garage 59                                | Valentin Haase-Clot Nicolai Kjærgaard Alex MacDowall Tuomas Tujula            | Aston Martin Vantage AMR GT3 | 550 |
| 15          | Silver | 99  | Attempto Racing                          | Alex Aka Max Hofer Fabien Lavergne                                            | Audi R8 LMS Evo              | 550 |
| 16          | Pro-Am | 53  | AF Corse                                 | Duncan Cameron Matt Griffin Rino Mastronardi Miguel Molina                    | Ferrari 488 GT3 Evo 2020     | 550 |
| 17          | Pro-Am | 52  | AF Corse                                 | Andrea Bertolini Louis Machiels Alessio Rovera John Wartique                  | Ferrari 488 GT3 Evo 2020     | 549 |
| 18          | Pro-Am | 77  | Barwell Motorsport                       | Henrique Chaves Leo Machitski Sandy Mitchell Miguel Ramos                     | Lamborghini Huracán GT3 Evo  | 547 |
| 19          | Pro-Am | 93  | Sky Tempesta Racing                      | Eddie Cheever III Matteo Cressoni Chris Froggatt Jonathan Hui                 | Ferrari 488 GT3 Evo 2020     | 547 |
| 20          | Pro-Am | 61  | EBM Giga Racing                          | Will Bamber Adrian D’Silva Reid Harker Carlos Rivas                           | Porsche 911 GT3 R            | 547 |
| 21          | Silver | 40  | SPS Automotive Performance               | Miklas Born Lance David Arnold Jordan Love Yannick Mettler                    | Mercedes-AMG GT3 Evo         | 547 |
| 22          | Silver | 30  | ROFGO Racing with Team WRT               | Franco Colapinto Benjamin Goethe James Pull                                   | Audi R8 LMS Evo              | 546 |
| 23          | Silver | 87  | AKKA ASP Team                            | Thomas Drouet Simon Gachet Konstantin Tereschtschenko Petru Răzvan Umbrărescu | Mercedes-AMG GT3 Evo         | 545 |
| 24          | Silver | 31  | Belgian Audi Club Team WRT               | Frank Bird Valdemar Eriksen Ryuichiro Tomita                                  | Audi R8 LMS Evo              | 545 |
| 25          | Pro-Am | 20  | SPS Automotive Performance               | Dominik Baumann Colin Braun George Kurtz Valentin Pierburg                    | Mercedes-AMG GT3 Evo         | 544 |
| 26          | Pro-Am | 911 | Precote Herberth Motorsport              | Antares Au Daniel Allemann Alfred Renauer Robert Renauer                      | Porsche 911 GT3 R            | 542 |
| 27          | Silver | 222 | Allied-Racing                            | Julien Apotheloz Bastian Buus Lars Kern Arno Santamato                        | Porsche 911 GT3 R            | 542 |
| 28          | Pro-Am | 70  | Inception Racing with Optimum Motorsport | Brendan Iribe Kevin Madsen Ollie Millroy Jordan Pepper                        | McLaren 720S GT3             | 537 |
| 29          | Silver | 27  | Saintéloc Racing                         | Alexandre Cougnaud Lucas Légeret Louis Prette Aurélien Panis                  | Audi R8 LMS Evo              | 534 |
| 30          | Silver | 33  | Rinaldi Racing                           | Fabrizio Crestani Benjamín Hites David Perel                                  | Ferrari 488 GT3 Evo 2020     | 533 |
| 31          | Silver | 14  | Emil Frey Racing                         | Ricardo Feller Alex Fontana Rolf Ineichen                                     | Lamborghini Huracán GT3 Evo  | 527 |
| 32          | Pro-Am | 11  | Kessel Racing                            | David Fumanelli Tim Kohmann Giorgio Roda Francesco Zollo                      | Ferrari 488 GT3 Evo 2020     | 525 |
| 33          | Am     | 166 | Hägeli by T2 Racing                      | Marc Basseng Dennis Busch Pieder Decurtins Manuel Lauck                       | Porsche 911 GT3 R            | 518 |
| 34          | Pro-Am | 69  | Ram Racing                               | Ricky Collard Rob Collard Sam de Haan Fabian Schiller                         | Mercedes-AMG GT3 Evo         | 474 |
| 35          | Pro-Am | 10  | Boutsen Ginion Racing                    | Jens Liebhauser Jens Klingmann Karim Ojjeh Yann Zimmer                        | BMW M6 GT3                   | 439 |
| 36          | Pro    | 4   | BWT Haupt Racing Team                    | Vincent Abril Maro Engel Luca Stolz                                           | Mercedes-AMG GT3 Evo         | 431 |
| 37          | Pro    | 50  | HubAuto Racing                           | Maximilian Buhk Nicky Catsburg Maximilian Götz                                | Mercedes-AMG GT3 Evo         | 408 |
| 38          | AM     | 23  | Huber Motorsport                         | Ivan Jacoma Nicolas Leutwiler Nico Menzel Jacob Schell                        | Porsche 911 GT3 R            | 395 |
| Ausgefallen |        |     |                                          |                                                                               |                              |     |
| 39          | Pro-Am | 2   | GetSpeed Performance                     | Nico Bastian Olivier Grotz Florian Scholze Jim Pla                            | Mercedes-AMG GT3 Evo         | 376 |
| 40          | Silver | 16  | GRT Grasser Racing Team                  | Alberto di Folco Kikko Galbiati Clemens Schmid Tim Zimmermann                 | Lamborghini Huracán GT3 Evo  | 349 |
| 41          | Pro    | 88  | Mercedes-AMG Team AKKA ASP               | Jules Gounon Daniel Juncadella Raffaele Marciello                             | Mercedes-AMG GT3 Evo         | 344 |
| 42          | Pro    | 54  | Dinamic Motorsport                       | Klaus Bachler Matteo Cairoli Christian Engelhart                              | Porsche 911 GT3 R            | 341 |
| 43          | Pro-Am | 107 | CMR                                      | Nelson Panciatici Ulysse de Pauw Gilles Vannelet Stuart White                 | Bentley Continental GT3      | 300 |
| 44          | Pro-Am | 188 | Garage 59                                | Charlie Eastwood Chris Goodwin Marvin Kirchhöfer Alexander West               | Aston Martin Vantage AMR GT3 | 292 |
| 45          | Pro    | 3   | Schnabl Engineering                      | Michael Christensen Frédéric Makowiecki Dennis Olsen                          | Porsche 911 GT3 R            | 254 |
| 46          | Pro    | 22  | GPX Martini Racing                       | Earl Bamber Matt Campbell Mathieu Jaminet                                     | Porsche 911 GT3 R            | 246 |
| 47          | Silver | 666 | Vincenzo Sospiri Racing                  | Glenn van Berlo Baptiste Moulin Yuki Nemoto Martin Rump                       | Lamborghini Huracán GT3 Evo  | 245 |
| 48          | Pro    | 34  | Walkenhorst Motorsport                   | David Pittard Sheldon van der Linde Marco Wittmann                            | BMW M6 GT3                   | 221 |
| 49          | Pro    | 35  | Walkenhorst Motorsport                   | Timo Glock Thomas Neubauer Martin Tomczyk                                     | BMW M6 GT3                   | 213 |
| 50          | Pro-Am | 19  | Orange 1 FFF Racing Team                 | Bertrand Baguette Stefano Costantini Hiroshi Hamaguchi Phil Keen              | Lamborghini Huracán GT3 Evo  | 180 |
| 51          | Silver | 57  | Winward Motorsport                       | Philip Ellis Mikaël Grenier Russell Ward                                      | Mercedes-AMG GT3 Evo         | 167 |
| 52          | Pro    | 26  | Saintéloc Racing                         | Jamie Green Finlay Hutchinson Adrien Tambay                                   | Audi R8 LMS Evo              | 155 |
| 53          | Pro    | 56  | Dinamic Motorsport                       | Romain Dumas Mikkel Pedersen Andrea Rizzoli                                   | Porsche 911 GT3 R            | 134 |
| 54          | Silver | 5   | Haupt Racing Team                        | Patrick Assenheimer Michele Beretta Indy Dontje Hubert Haupt                  | Mercedes-AMG GT3 Evo         | 71  |
| 55          | Pro    | 114 | Emil Frey Racing                         | Jack Aitken Konsta Lappalainen Arthur Rougier                                 | Lamborghini Huracán GT3 Evo  | 9   |
| 56          | Pro    | 163 | Emil Frey Racing                         | Giacomo Altoè Albert Costa Franck Perera                                      | Lamborghini Huracán GT3 Evo  | 9   |
| 57          | Pro    | 71  | Iron Lynx                                | Antonio Fuoco Callum Ilott Davide Rigon                                       | Ferrari 488 GT3 Evo 2020     | 9   |
| 58          | Pro    | 21  | Rutronik Racing                          | Kévin Estre Richard Lietz Sven Müller                                         | Porsche 911 GT3 R            | 9   |

### Nur in der Meldeliste
Hier finden sich Teams, Fahrer und Fahrzeuge, die ursprünglich für das Rennen gemeldet waren, aber aus den unterschiedlichsten Gründen daran nicht teilnahmen.
| Pos. | Klasse | Nr. | Team              | Fahrer                                              | Chassis           |
| ---- | ------ | --- | ----------------- | --------------------------------------------------- | ----------------- |
| 59   | Pro    | 3   | Frikadelli Racing | Dennis Olsen Frédéric Makowiecki Patrick Pilet      | Porsche 911 GT3 R |
| 60   | Pro    | 13  | Frikadelli Racing | Thomas Preining Michael Christensen Julien Andlauer | Porsche 911 GT3 R |

### Klassensieger
| Klasse | Fahrer         | Fahrer          | Fahrer                 | Fahrer          | Fahrzeug                 | Platzierung im Gesamtklassement |
| ------ | -------------- | --------------- | ---------------------- | --------------- | ------------------------ | ------------------------------- |
| Pro    | Côme Ledogar   | Nicklas Nielsen | Alessandro Pier Guidi  |                 | Ferrari 488 GT3 Evo 2020 | Gesamtsieg                      |
| Pro-Am | Duncan Cameron | Matt Griffin    | Rino Mastronardi       | Miguel Molina   | Ferrari 488 GT3 Evo 2020 | Rang 16                         |
| Silver | Rik Breukers   | Patrick Kujala  | Ezequiel Pérez Companc | Ricardo Sánchez | Mercedes-AMG GT3 Evo     | Rang 11                         |
| Am     | Marc Basseng   | Dennis Busch    | Pieder Decurtins       | Manuel Lauck    | Porsche 911 GT3 R        | Rang 33                         |

### Renndaten
- Gemeldet: 60
- Gestartet: 58
- Gewertet: 38
- Rennklassen: 4
- Zuschauer: unbekannt
- Wetter am Renntag: erst trocken, starker Regen am Rennende
- Streckenlänge: 7,004 km
- Fahrzeit des Siegerteams: 24:01:16.544 Stunden
- Gesamtrunden des Siegerteams: 556
- Gesamtdistanz des Siegerteams: 3894,220 km
- Siegerschnitt: 162,000 km/h
- Pole Position: Raffaele Marciello – Mercedes-AMG GT3 Evo (#88) – 2:17,949
- Schnellste Rennrunde: Nicki Thiim – Aston Martin Vantage AMR GT3 (#95) – 2:18,654
- Rennserie: 3. Lauf zur GT World Challenge Europe 2021